# Сон Сципіона
«Сон Сципіона» (лат. Somnium Scipionis) — шоста й остання книга праці «Про державу» Цицерона. Твір розповідає про вигадане сновидіння римського воєначальника Сципіона Еміліана, що відбулося за два роки до знищення Карфагена в 146 році до н. е. під його командуванням.

## Короткий опис
Після прибуття Сципіона Еміліана в Африку, його відвідує померлий прийомний дід, Сципіон Африканський, герой Другої Пунічної війни. Він пророкує майбутнє свого онука, підкреслюючи його обов'язок як римського солдата і посмертну винагороду за його виконання. Проте, Сципіон Еміліан бачить Рим всього лише частиною Землі, яка, в свою чергу, незначна перед зірками.
Потім слідує традиційний виклад піфагорейської космології — так званої гармонії сфер, при цьому космічна музика проектується і на людську діяльність.

## Галерея
Зображення з рукопису 12-го століття Commentarii Макробія в Somnium Scipionis (пергамент, 50 і далі; 23,9 × 14 см; Південна Франція). Дата: бл. 1150. Джерело: Copenhagen, Det Kongelige Bibliotek, ms. NKS 218 4°.

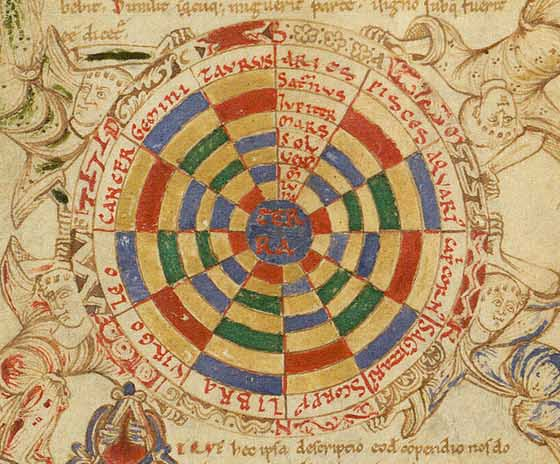
Всесвіт. Земля в центрі, оточена сімома планетами в межах знаків зодіаку.
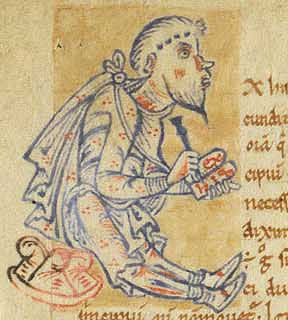
Ініціал E у формі людини, що пише, ймовірно, представляє Макробія.
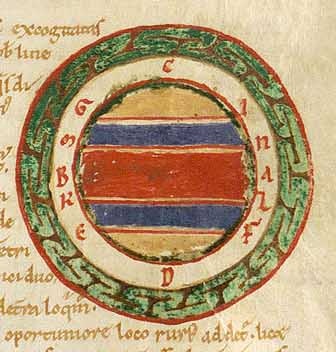
П'ять кліматів Землі. Холодні клімати жовтого кольору; Помірний клімат синім кольором; Жаркий клімат червоного кольору.
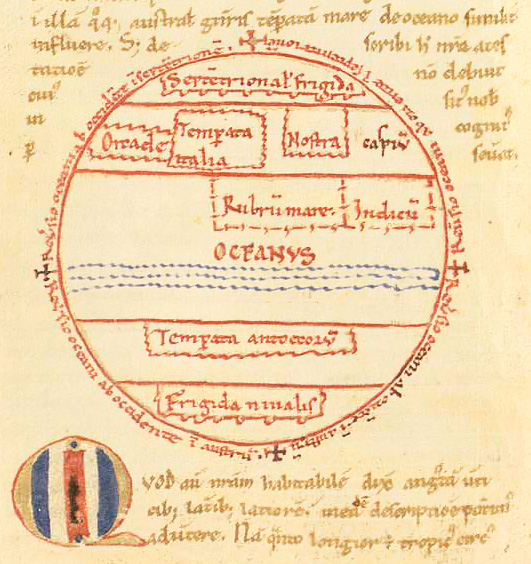
Схематична карта Землі, що показує населену північну область, відокремлену від антиподів уявним океаном на екваторі.
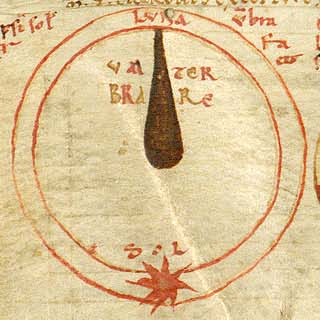
Схема місячного затемнення.
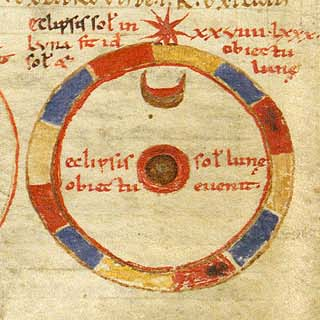
Схема сонячного затемнення.

## Переклади українською
- М. Т. Ціцерон. Про державу. Про закони. Про природу богів. Переклав з латини В. Литвинов. — Київ: Основи, 1998. 476 с.
- М. Т. Ціцерон. Про державу. Про закони. Про природу богів. Переклав з латини В. Литвинов. — Львів.: Апріорі, 2019. 392 с.